# Ada Rydström
Ada Sigrid Rydström, född 5 maj 1856 i Lofta socken, Kalmar län, död där 24 februari 1932, var en svensk lantbrukare och lokalhistoriker.
Rydström var dotter till riksdagsmannen Carl Bernhard Rydström och hon ärvde dennes gård Segersgärde i Lofta socken, som hon därefter brukade.
Hon är känd som lokalhistoriker, främst för verket Boken om Tjust som utkom i sju delar åren 1907–1928 och därefter i en ny omarbetad upplaga 1912–1953. Det byggde på anteckningar efterlämnade av fadern och häradshövdingen Carl Bernhard Rydström. Hon gav även ut ett antal andra lokalhistoriska verk.